# 青蛙跳跳
青蛙跳跳是一款訓練玩家思考判斷能力的Flash遊戲，他主要可以訓練對於每個執行環節的沙盤推演能力，這款遊戲也很有趣的被美國國家環境衛生科學研究所（NIEHS （页面存档备份，存于））所收錄在他們的網頁之中，收錄在他們專門開闢給小孩子遊玩的網頁專區中。

## 遊戲方法
游戏是要让两组的青蛙互相对调位置。当任务完成后，褐色的青蛙会在左手边，青色的青蛙则在右手边。以下是一些游戏的规则：
1. 青蛙只能向前跳跃，禁止倒退。
2. 只要前方没有物体挡着，青蛙可以向前跳跃一步。
3. 或，青蛙也可以选择跨越另一只青蛙，向前跳跃

## 外部連結
- 美國國家環境衛生科學研究所
- 青蛙跳跳遊戲 （页面存档备份，存于）